# Serge Reggiani
Sergio Reggiani (Reggio Emilia Italia, 2 de mayo de 1922 - Boulogne-Billancourt, 22 de julio de 2004), conocido como Serge Reggiani, fue un actor, cantautor e intérprete francés de origen italiano.

## Trayectoria artística
Emigrado a Francia con su familia, a los ocho años llega a Yvetot (Normandía), se dedicó en su juventud al teatro dando excelentes pruebas de su talento tanto en el repertorio clásico (Jean Racine y Lope de Vega) como en el moderno: Armand Salacrou, Jean-Paul Sartre (del que estrena Los secuestrados de Altona en 1959) y Jean Cocteau.
En 1966, Barbara, seducida por su disco de canciones de Boris Vian, le propone hacer la primera parte de su gira. Barbara le ayuda a trabajar su voz. Interpreta con buen timbre de barítono Le Barbier de Belleville, Ma liberté, Les loups sont entrés dans Paris, Sarah («La femme qui est dans mon lit n'a plus vingt ans depuis longtemps»), Venise n'est pas en Italie o Le Déserteur de Boris Vian. En 1973 edita el LP "Poètes" (Polydor).
En 2002, al cumplir 80 años, numerosas personalidades le rinden homenaje con el disco titulado Autour de Serge Reggiani. Recibe al año siguiente los premios Victoire d'honneur, así como la corbata de comendador de la Ordre national du Mérite otorgada por el presidente Jacques Chirac, se prodiga todavía por numerosos escenarios y continua exponiendo su pintura.
En 2004 muere en su domicilio por una crisis cardíaca a los 82 años, reposa en el Cementerio de Montparnasse de París.

## Filmografía principal
- La corte dei miracoli (François Villon), dirigida por André Zwoboda (1945).
- Les portes de la nuit, dirigida por Marcel Carné (1946).
- Les amants de Vérone, dirigida por André Cayatte (1949).
- La ronda, dirigida por Max Ophüls (1950).
- París, bajos fondos (Casque d'or), dirigida por Jacques Becker (1952).
- Camicie rosse, dirigida por Goffredo Alessandrini, Francesco Rosi (1952).
- Napoleón, dirigida por Sacha Guitry (1955).
- Les misérables, dirigida por Jean-Paul Le Chanois (1958).
- Todos a casa, dirigida por Luigi Comencini (1960).
- El confidente, dirigida por Jean-Pierre Melville (1967).
- El gatopardo (película), dirigida por Luchino Visconti (1963).
- La hora 25, dirigida por Henri Verneuil (1967).
- I tre avventurieri (Les aventuriers), dirigida por Robert Enrico (1967).
- I sette fratelli Cervi, regia di Gianni Puccini (1968).
- Il giorno della civetta, dirigida por Damiano Damiani (1968).
- El ejército de las sombras, dirigida por Jean-Pierre Melville (1969).
- Conto alla rovescia (Comptes à rebours), dirigida por Roger Pigaut (1971).
- Il clan dei francesi (Les caïds), dirigida por Robert Enrico (1972).
- Non toccare la donna bianca, dirigida por Marco Ferreri (1974).
- Tre amici le mogli e affettuosamente le altre (Vincent, François, Paul et les autres), dirigida por Claude Sautet (1974).
- Le Chat et la souris, dirigida por Claude Lelouch (1975).
- Le bon et les méchants, dirigida por Claude Lelouch (1976).
- Violette et François, dirigida por Jacques Ruffio (1977).
- La terrazza, dirigida por Ettore Scola (1980).
- Il volo (O melissokomos), dirigida por Theo Angelopoulos (1986).
- Rosso sangue (Mauvais sang), dirigida por Léos Carax (1986).
- Contraté a un asesino a sueldo (I Hired a Contract Killer) (1990) de Aki Kaurismäki
- El pianista, dirigida por Mario Gas (1998).

## Discografía principal
- 1965 : Serge Reggiani chante Boris Vian
- 1967 : Album no.2
- 1970 : Je voudrais pas crever
- 1972 : En italien
- 1977 : Venise n'est pas en Italie
- 1983 : Olympia 83
- 1989 : Reggiani 89
- 1989 : Olympia 89
- 1992 : 70 balais
- 1993: Palais des congrès
- 1993: Jacques Prévert : collection volume 7
- 1997: Nos quatre vérités
- 2001: Enfants, soyez meilleurs que nous

- Serge Reggiani en Discogs